# بحيرة تونلي ساب

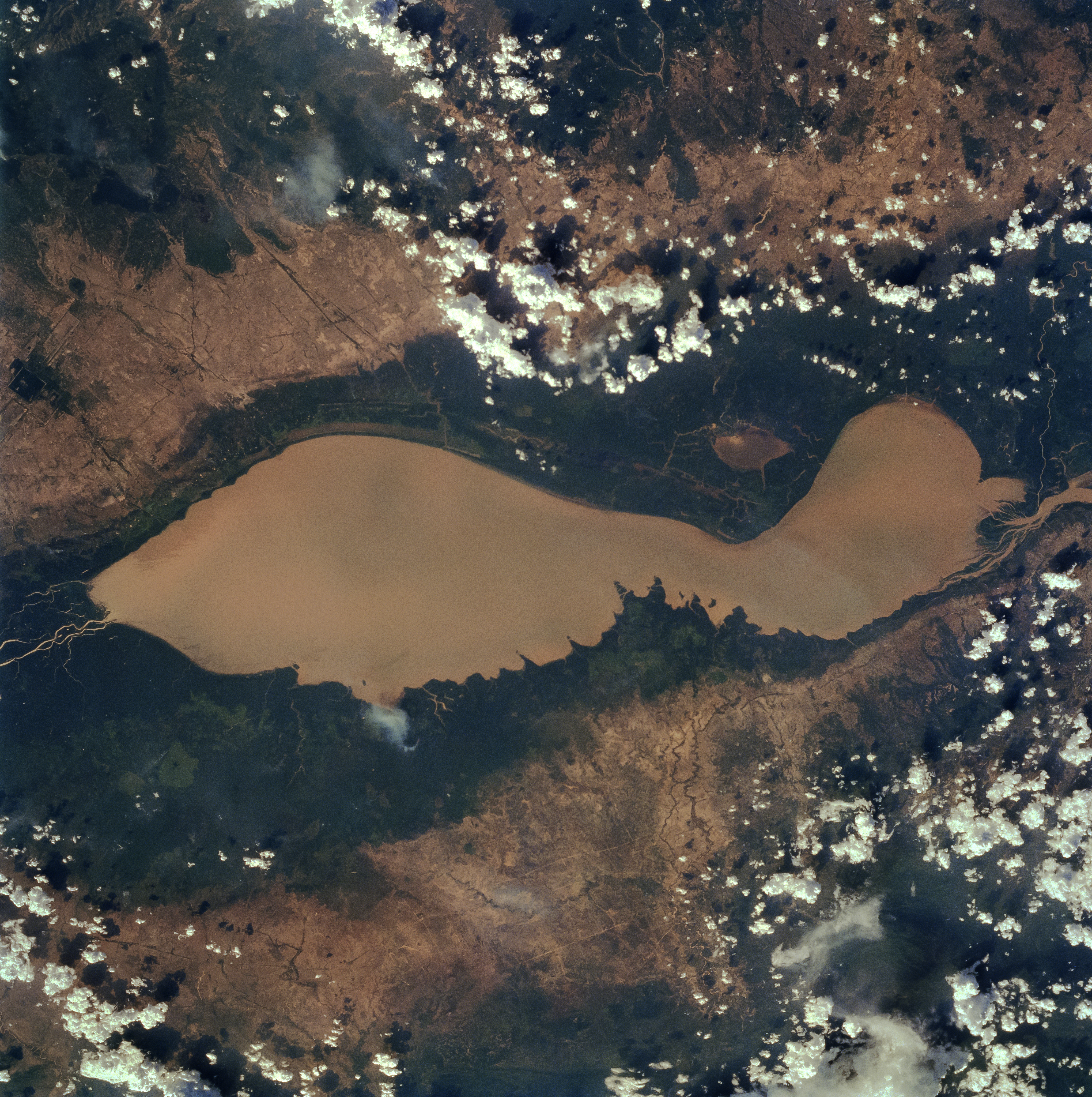
بحيرة تونلي ساب

بحيرة تونلي ساب (بحيرة كمبوديا الكبرى) هي لسمة الأكثر بروزا على خريطة كمبوديا—هيئة الدمبل كبيرة من الماء على شكل تمتد عبر الجزء الشمالي الغربي من البلاد.
في موسم الأمطار، وبحيرة تونل ساب هي واحدة من أكبر بحيرات المياه العذبة في آسيا، وتورم إلى 12000 متر مربع توسعية. خلال النصف الجافة من السنة، لتتقلص بحيرة صغيرة مثل 2500 متر مربع، التي تصب في نهر تونل ساب، والذي يتعرج جنوب شرق البلاد، في نهاية المطاف دمج مع نهر ميكونغ في التقاء على شاكتومك "chaktomuk' الأنهار المعاكس بنوم بنه.
ولكن خلال الموسم الرطب، وهي ظاهرة فريدة من نوعها الهيدرولوجية يؤدي إلى عكس اتجاه النهر، وملء البحيرة بدلا من استنزاف عليه. المحرك لهذه الظاهرة هو نهر ميكونغ، التي تصبح منتفخة مع ذوبان الثلوج وجريان المياه من الأمطار الموسمية في موسم الأمطار. نهر ميكونغ تورم احتياطي في نهر تونل ساب في النقطة حيث يلتقي في نقطة التقاء نهري لشاكتومك'chaktomuk'، مما اضطر مياه نهر تونل ساب يعود النهر إلى البحيرة.

## معرض صور

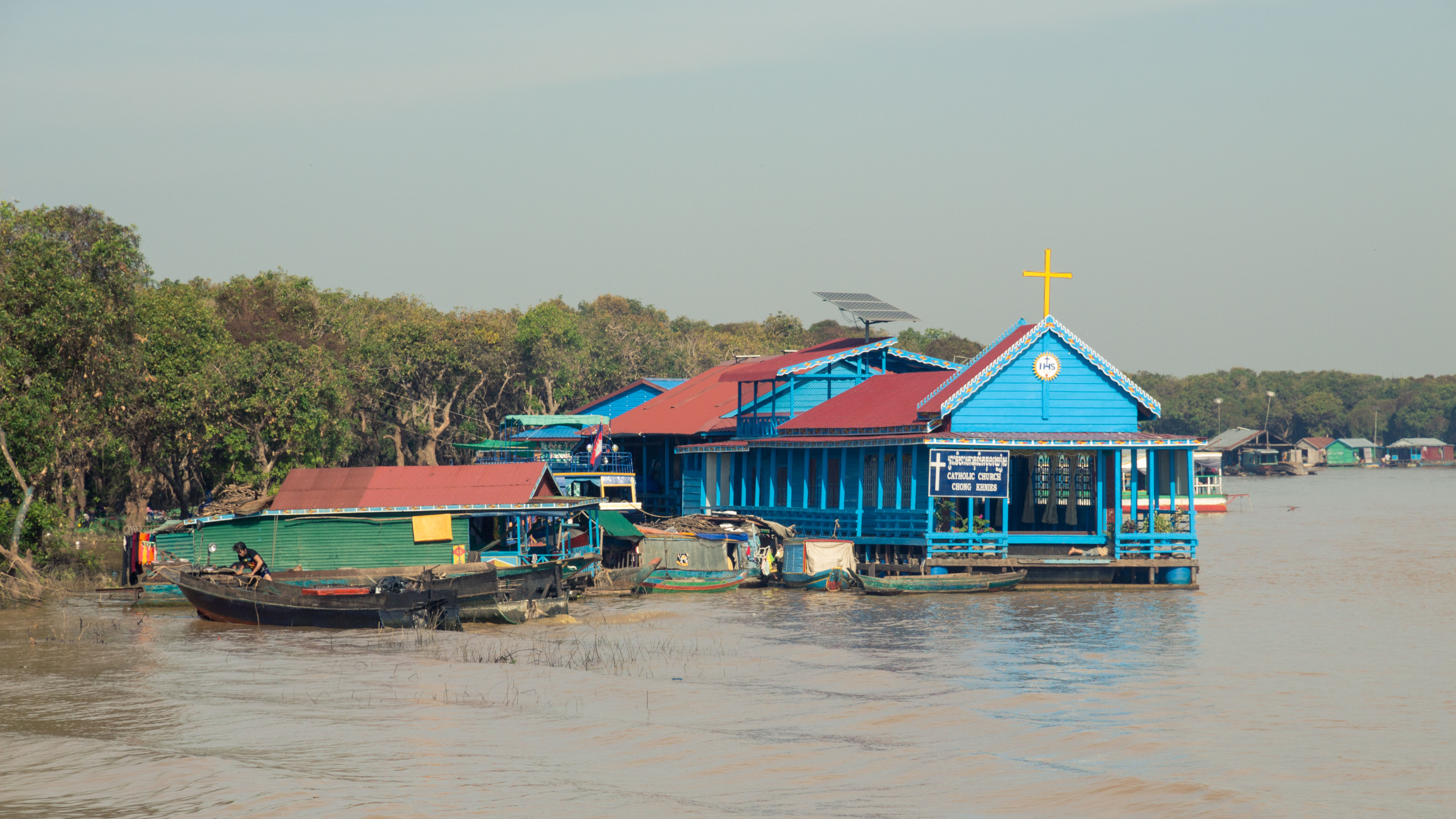
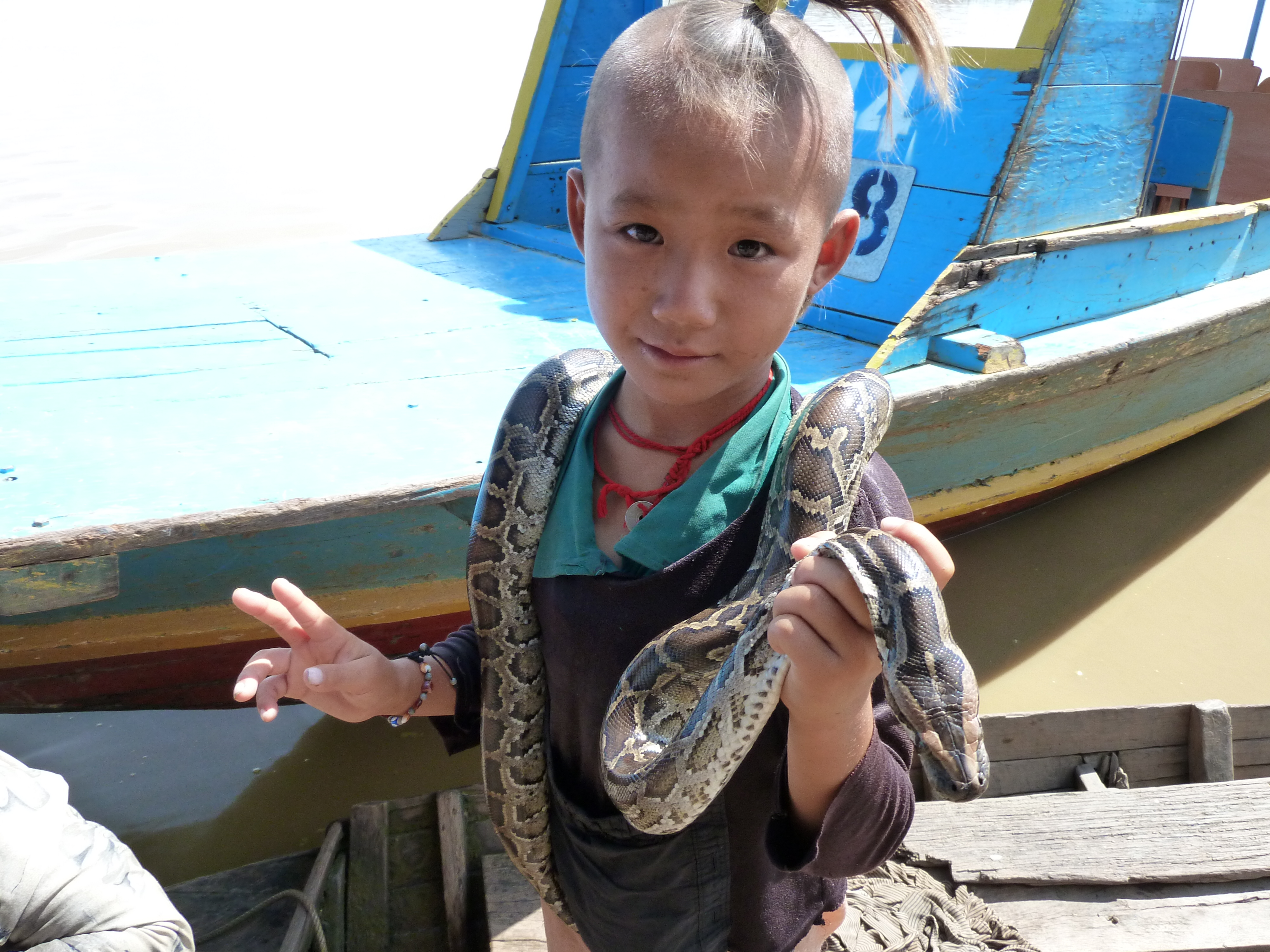
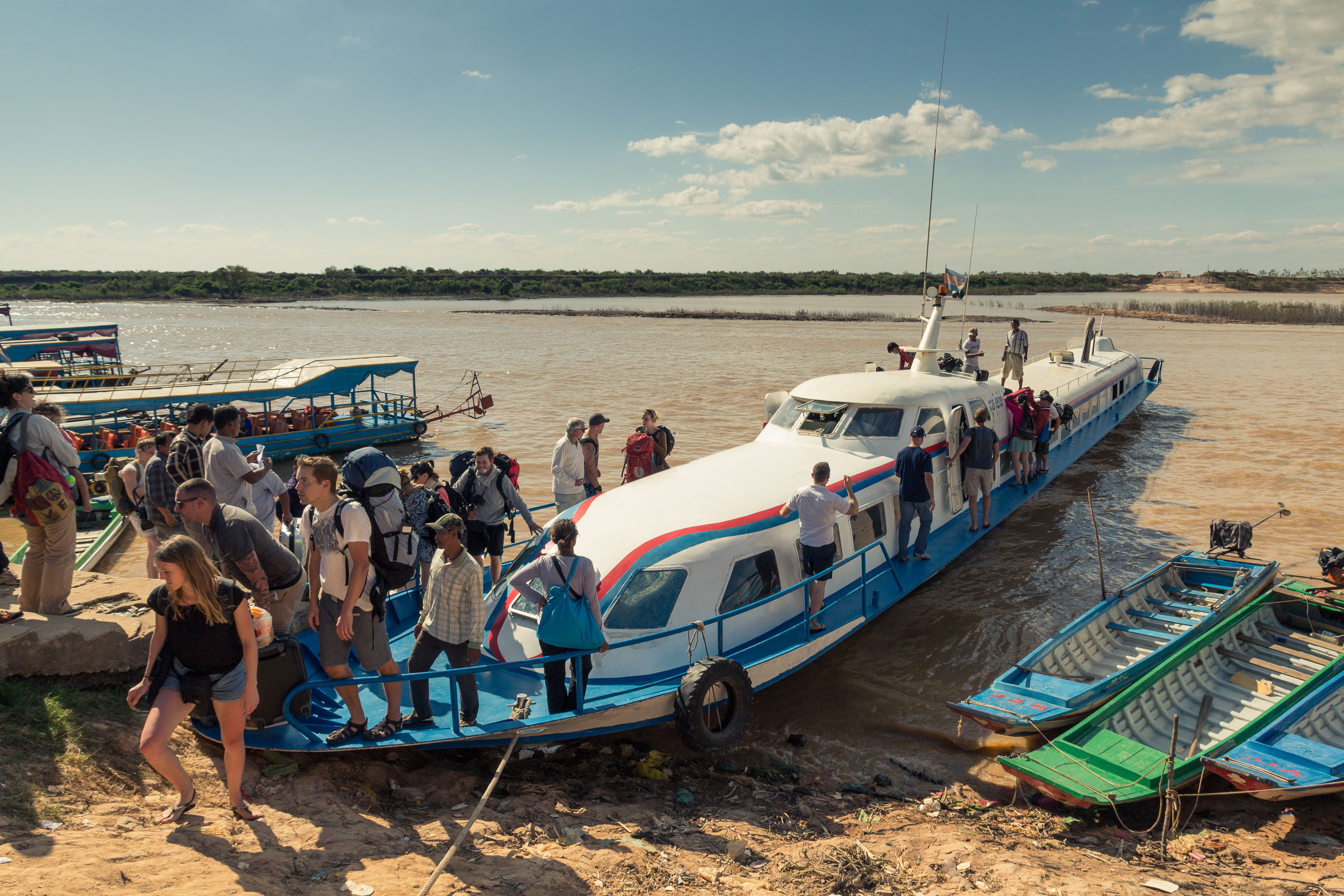